# Ruben Salazar (Journalist)

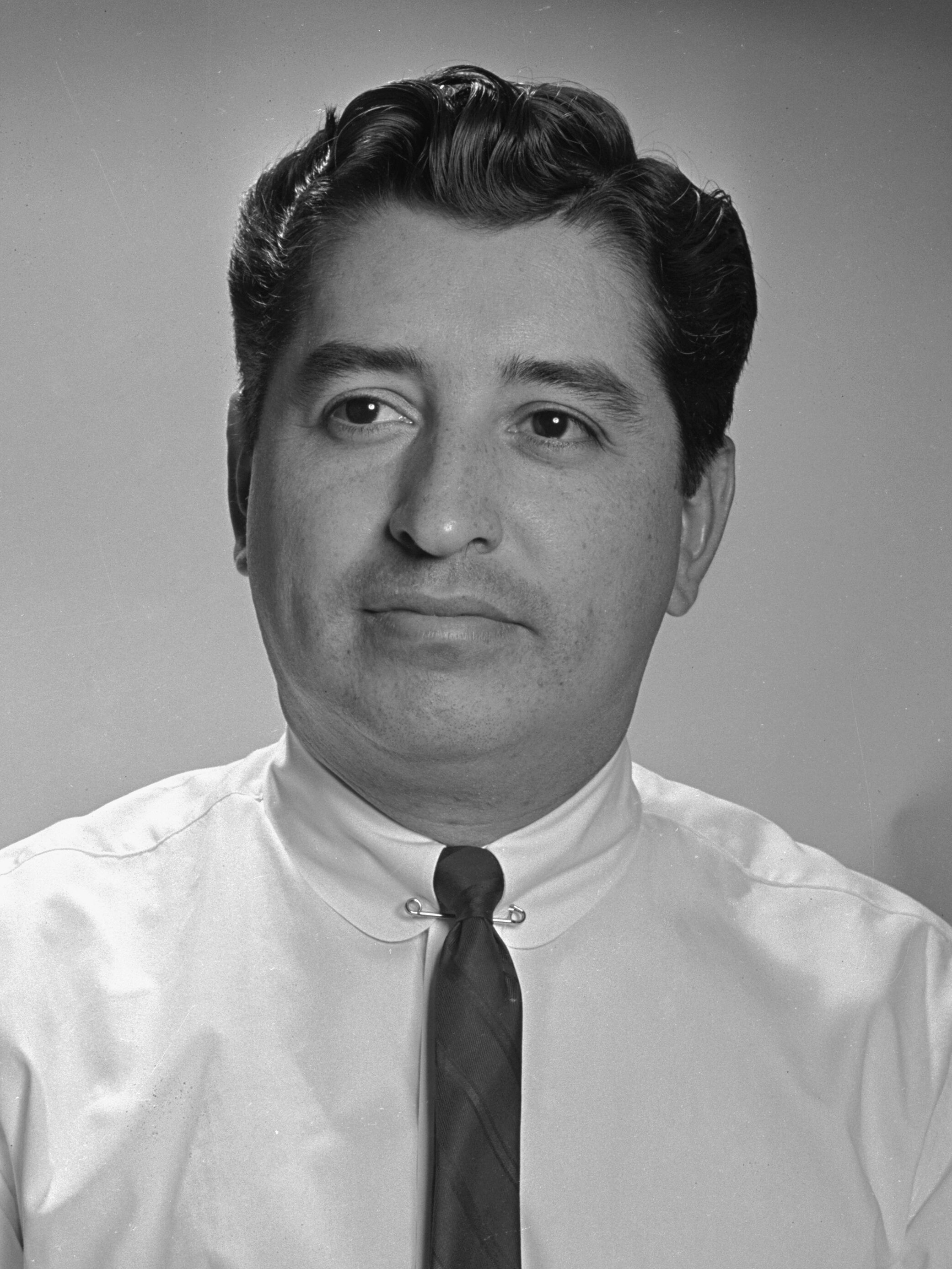
Ruben Salazar (1970)

Ruben Salazar, auch Rubén Salazar (* 1928 in Ciudad Juárez, Mexiko; † 29. August 1970 in Los Angeles, Vereinigte Staaten), war ein US-amerikanischer Journalist mexikanischer Herkunft, der zu Lebzeiten als der prominenteste hispanische Journalist der USA galt. Er kam bei einem Polizeieinsatz gegen Demonstranten durch eine Tränengasgranate ums Leben.

## Leben

### Frühe Jahre
Ruben Salazar wurde 1928 in Mexiko in Ciudad Juárez an der Grenze zu den Vereinigten Staaten geboren. Noch vor seinem ersten Geburtstag zogen seine Eltern in die USA, wo Salazar in El Paso (Texas) aufwuchs. Nach der Schulzeit an öffentlichen Schulen begann er an der University of Texas at El Paso (damals Texas Western College) ein Studium. Dieses unterbrach er, zunächst um seinem Vater bei der Arbeit zu helfen, dann als Soldat der US-Armee, in der er von 1950 bis 1952 diente und in Deutschland stationiert war. Nach der ehrenhaften Entlassung aus der Armee kehrte er an die Hochschule nach El Paso zurück, wo er einen Bachelor-Abschluss in Journalistik machte.
Bereits 1947 hatte er einen Antrag zur Erlangung der amerikanischen Staatsbürgerschaft gestellt, der erst 1953 endgültig bewilligt wurde.

### Journalistische Karriere

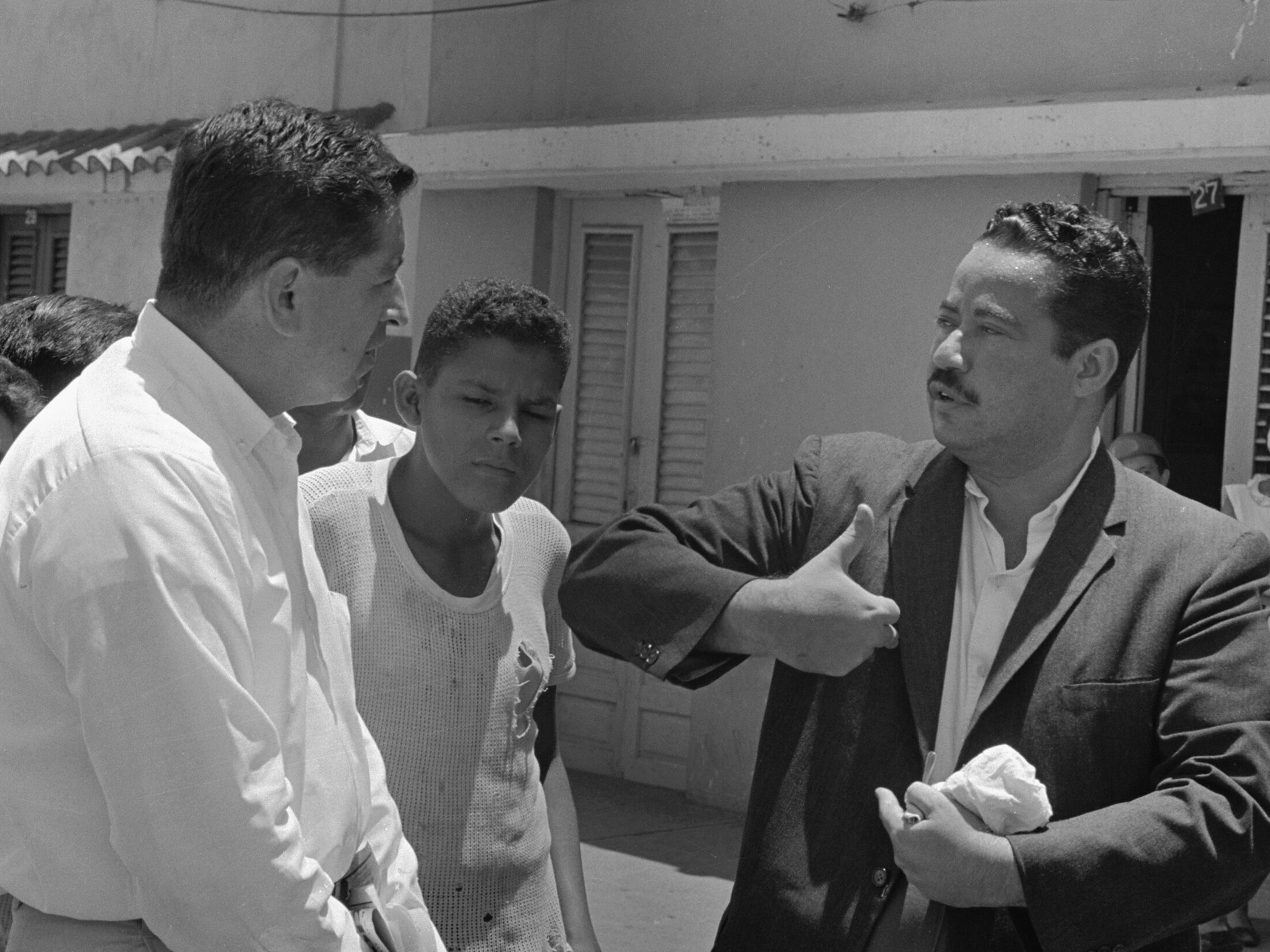
Salazar (links) in Vietnam (1965)

Seine Karriere begann er bei der Tageszeitung El Paso Herald-Post, wo er der erste hispanische Journalist war. Nach einer Tätigkeit im kalifornischen Petaluma für das Blatt The Press Democrat aus Santa Rosa 1956–1957 arbeitete er kurzzeitig für die San Francisco News, bevor er 1959 eine Stelle bei der Los Angeles Times annahm. Bei der Times lernte er seine Ehefrau Sally Robare kennen, die er 1960 heiratete.
Für die Los Angeles Times war Ruben Salazar unter anderem Auslandskorrespondent in Vietnam und der Dominikanischen Republik (1966–1967) sowie Chef des Büros der Zeitung in Mexiko-Stadt. Von dort rief ihn die Zeitung 1968 zurück nach Los Angeles, wo er über das Stadtgeschehen und insbesondere über die im Entstehen begriffene Chicano-Bewegung berichten sollte. Dies war nicht nur für Salazar ein ungewohntes Themenfeld, sondern auch für die Zeitung und deren Leser.
1970 war er Vorsitzender des Chicano Media Council, Nachrichtenchef des spanischsprachigen Fernsehsenders KMEX in Los Angeles und hatte eine wöchentlich erscheinende Kolumne über Themen mit Bezug zur mexikanischstämmigen Bevölkerung in der Los Angeles Times.

### Tod

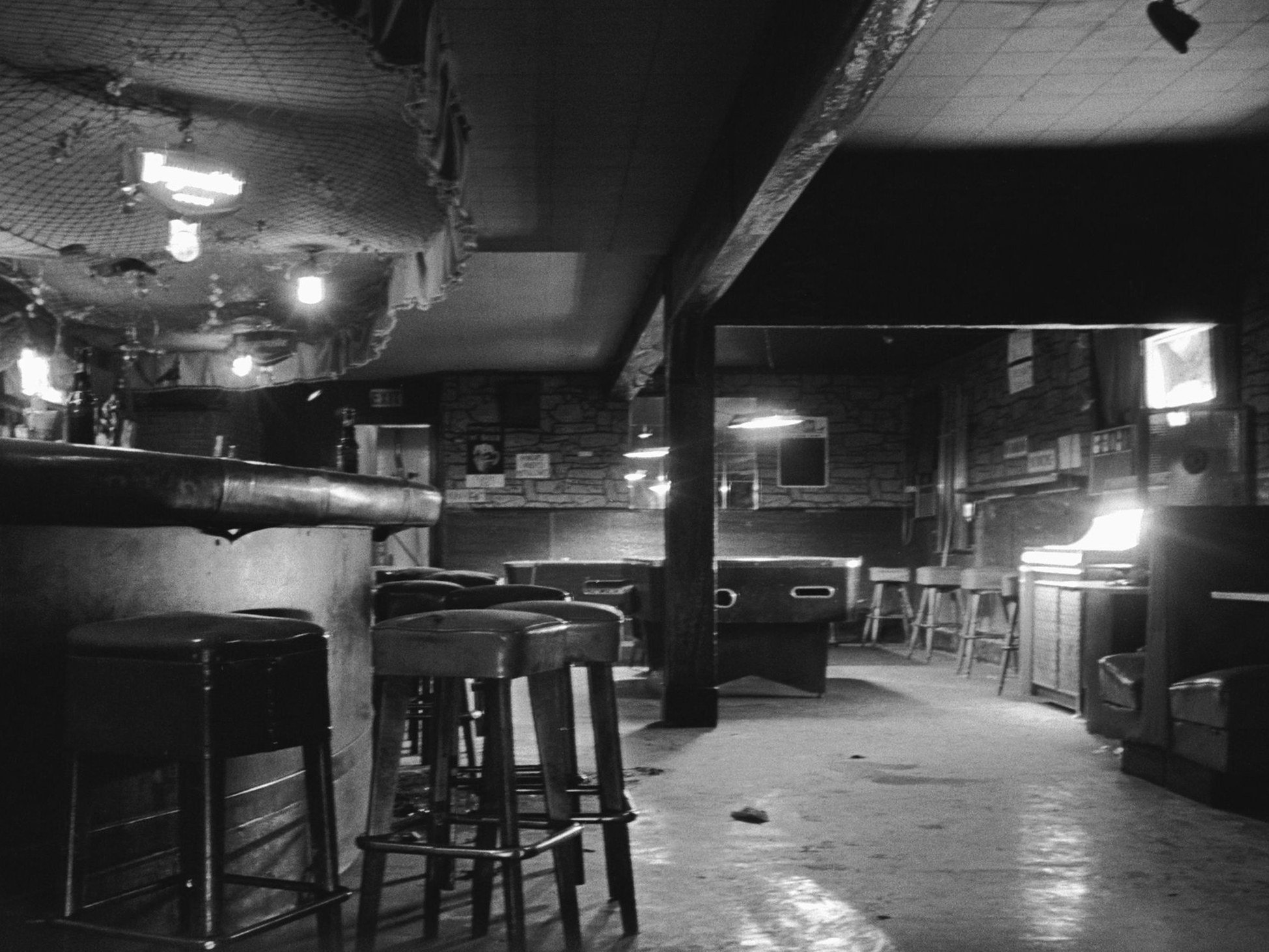
Innenraum der Bar, in der Salazar starb (Bild vom 31. August 1970)

Am 29. August 1970 wohnte Salazar als Reporter einer Demonstration gegen den Vietnamkrieg bei, dem Chicano Moratorium March. Als er in einer Gaststätte eine Pause machte, wurde er von einer Tränengasgranate, die ein Polizist des Los Angeles County Sheriff’s Department (LASD) abgefeuert hatte, in den Kopf getroffen und tödlich verletzt. Bei dem Projektil handelte es sich um ein Geschoss mit 25 cm Durchmesser, das zum Einsatz gegen Personen, die sich verbarrikadiert hatten, bestimmt und damit der Situation völlig unangemessen war. Salazar war auf der Stelle tot. Bei dem Polizeieinsatz gegen die Demonstration, an der etwa 30.000 Personen teilnahmen, kamen außer ihm noch zwei weitere Menschen ums Leben.
Salazars Todesumstände gaben lange Anlass zu Kontroversen. Vor seinem Tod hatte er im privaten Umfeld Befürchtungen geäußert, zur Zielscheibe der Polizei zu werden, insbesondere weil er Recherchen bezüglich mehrerer Fälle von Verfehlungen von Polizisten des LASD und des Los Angeles Police Department (LAPD) verfolgte, von denen die Polizeibehörden Wind bekommen hatten. Polizeispitzel in der Zeitungsredaktion hatten dem LAPD Informationen über Salazar zukommen lassen. Die Untersuchung des Todesfalls durch den Coroner führte nicht zu einem Strafverfahren gegen den Polizisten des LASD, der das tödliche Projektil abgefeuert hatte. Salazars Tochter bezeichnete 2014 die Untersuchung als „Witz“ von einer Art, die leider in jener Zeit nicht unüblich gewesen sei. 2011 behandelte das Office of Independent Review des Los Angeles County den Fall und fand keine Hinweise darauf, dass Salazar gezielt anvisiert oder absichtlich umgebracht worden sei.

## Leistungen
Salazar war in vielen Bereichen der erste Latino in den USA; so war er bei der Los Angeles Times der erste hispanische Auslandskorrespondent, der erste hispanische Kolumnist und der erste Latino, der ein Auslandsbüro leitete. Zu seinen Interviewpartnern gehörten Dwight D. Eisenhower und Robert F. Kennedy.
Auch bezüglich der von ihm behandelten Themen war Salazar ein Neuerer, etwa was die unzureichenden Bildungsangebote für Chicanos anging, die Wohnungsnot und andere Probleme der hispanischen Bevölkerung von Los Angeles. Er behandelte als einer der ersten Themen, die auch viele Jahrzehnte später noch aktuell sind: Diskriminierung, ethnische Spannungen, Pressefreiheit, staatliche Überwachung, mangelnde politische Vertretung von Minderheiten und Polizeibrutalität. Seine Beiträge zu diesen Themen erlangten auch nationale Beachtung. Der Staat Kalifornien zeichnete ihn mit einer Medaille für die beste lokale Berichterstattung im Staat aus.
Salazars Bericht über eine Anhörung der Kommission für Bürgerrechte der Vereinigten Staaten in San Antonio (Texas) 1968, erschienen unter dem Titel Stranger in One’s Land („Fremder im eigenen Land“), wurde im Mai 1970 von der Kommission veröffentlicht, um die öffentliche Aufmerksamkeit für Probleme mexikanischstämmiger Amerikaner zu steigern.

## Postume Auszeichnungen und Ehrungen

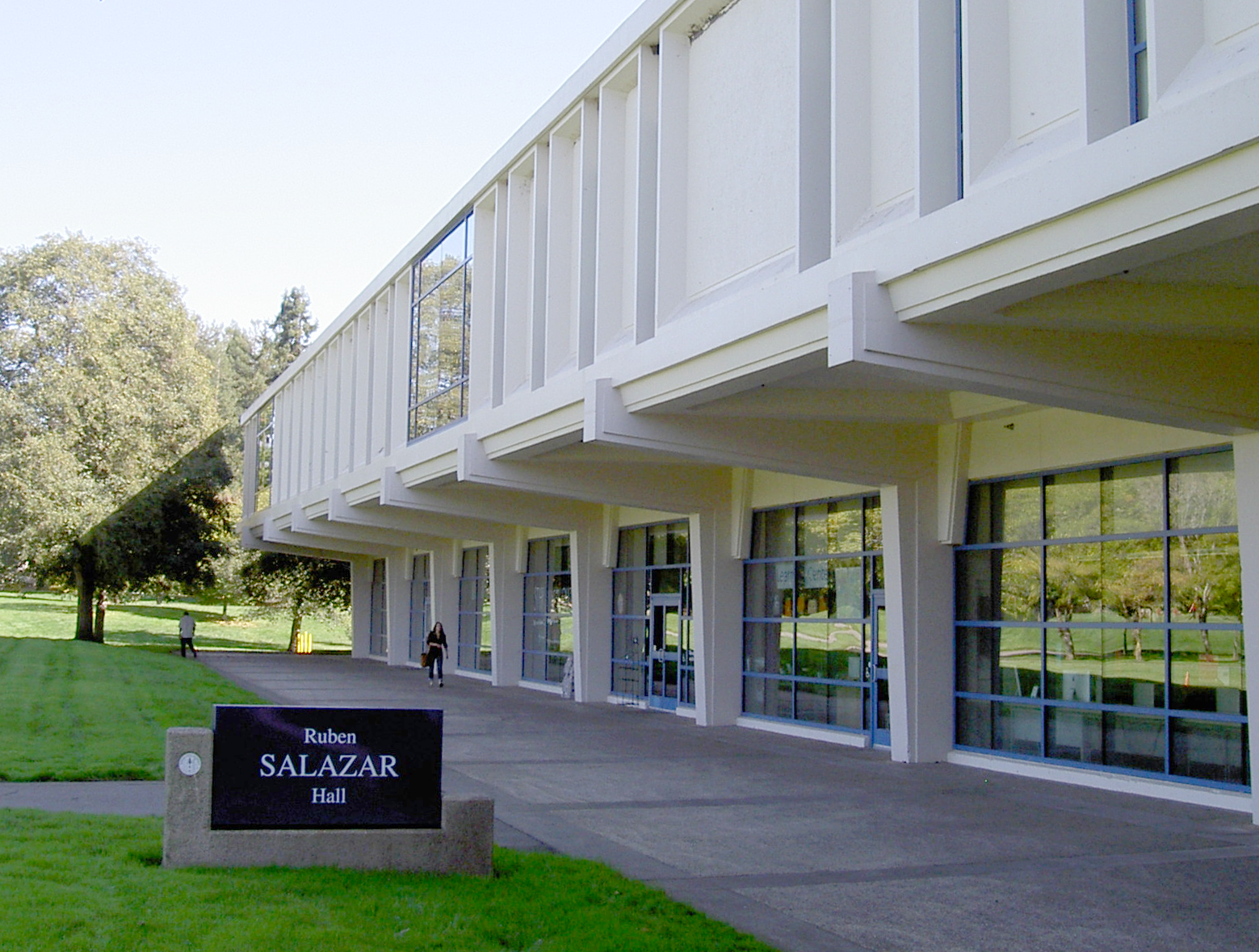
Ruben Salazar Hall auf dem Sonoma-State-Campus in Rohnert Park

Im September 1970 wurde der Laguna Park in Los Angeles, der der Hauptort der Demonstration des Chicano Moratorium gewesen und in dessen unmittelbarer Nähe Salazar getötet worden war, in Ruben F. Salazar Park umbenannt.
1971 wurde Salazar der Journalistenpreis Robert F. Kennedy Journalism Award verliehen. 1999 stiftete die kalifornische Chicano News Media Association eine Reihe jährlich verliehener, nach Ruben Salazar benannter Preise für journalistisch exzellente Arbeiten, die zum besseren Verständnis der Situation von Latinos beitragen.
Die Sonoma State University benannte im März 1979 ihre Universitätsbibliothek nach Ruben Salazar. 2002 zog die Bibliothek in ein neues Gebäude um. Das bisherige Bibliotheksgebäude heißt seither Salazar Hall. 2008 gab die Post der Vereinigten Staaten eine Briefmarke zu Ehren Salazars heraus.